# Шапошников Володимир Георгійович
Володимир Георгійович Шапошников (25 травня (6 червня) 1870, Вольськ — 3 жовтня 1952, Київ) — радянський хімік-органік і інженер-хімік, член Академії наук Української РСР.

## Біографія
Народився 25 травня (6 червня) 1870 року в місті Вольську (зараз Саратовської області Росії). Закінчив курс у петербурзькому технологічному інституті в 1893 році. Потім служив на приватних мануфактурах в Іваново-Вознесенську. З 1895 року перейшов в Санкт-Петербурзький технологічний інститут на посаду лаборанта при фарбувальної лабораторії. У 1896—1897 роках перебував у закордонному відрядженні для підготовки до професури. У 1898 році запрошений професором до Київського політехнічного інституту, на кафедру хімічної технології, по відділу фарбувальних і волокнистих речовин.
Восени 1919 — взимку 1920 року — професор Північнокавказького політехнічного інституту в Катеринодарі, академік ВУАН (1921). У 1928 році очолював лабораторію в Київському інституті народного господарства.

Могила Володимира Шапошникова.

Помер 3 жовтня 1952 року. Похований в Києві на Лук'янівському цвинтарі (ділянка №33, ряд 2, місце 5).

## Праці
Надрукував в спеціальних технічних журналах:
- «О бучении хлопчатобумажных тканей в котлах Матер-Платта»,
- «О классификации красящих веществ»,
- «О роли щавелевой кислоты при вытравках по индиго»,
- «Об азониевых хромогенах и их производных»,
- «Об анализе анилинового масла по объемному способу путем бромирования»,
- «О новых голубых красящих веществах ряда тионинов»,
- «О новом способе получения азофенина»,
- «О конденсациях хинондихлординиминов с аминами»,
- «О сухих поглотительных трубках для органического анализа»,
- «О поглощении пигментов мерсеризованным хлопчатобумажным волокном»,
- «Опыт рациональной номенклатуры в рядах азиновых и азозиниевых красящих веществ» та інше.

Статті по технічній освіті:
- «Мюльгаузенская химическая школа»,
- «Техническое и профессиональное образование в Швейцарии»,
- «К вопросу о высшем химико-техническом образовании в России»,
- «О преподавании химии».

Видав також: «Програма для практичних занять з фарбувальної технології на мануфактурах і в лабораторії» (Київ).